# 余應雲
余應雲，湖北省黃州府麻城縣人，清朝政治人物、同進士出身。
光緒十二年（1886年），参加光緒丙戌科殿試，登進士三甲36名。同年五月，著主事分部学习。光緒三十二年，擔任貴州桐梓縣知縣。